# National Press Club

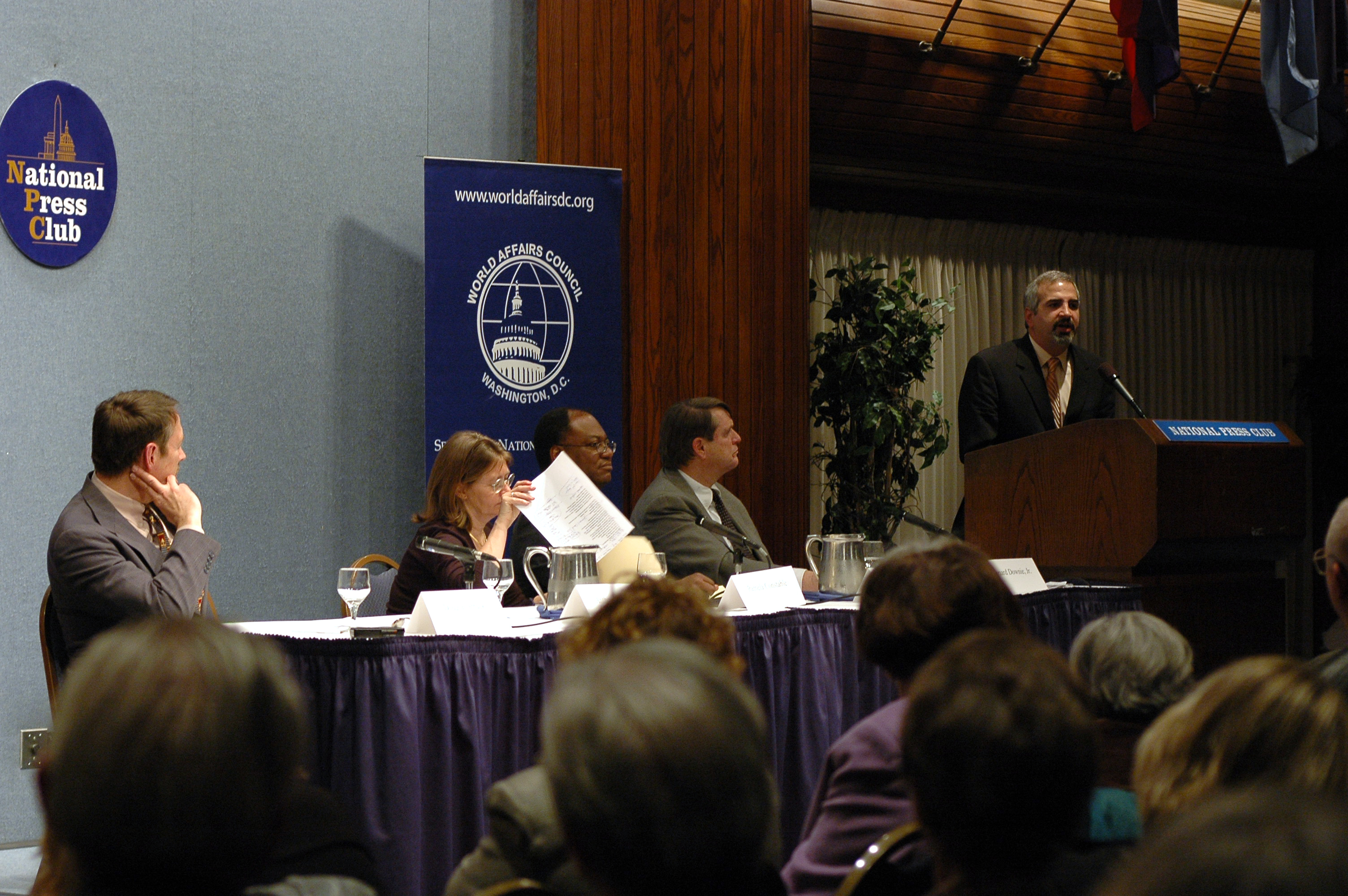
Reunião no National Press Club.

O National Press Club é uma organização profissional e social de jornalistas e profissionais da comunicação que se encontra em Washington, D. C.. O seu quadro de membros está composto por jornalistas, ex-jornalistas, oficiais de comunicação do governo, e outros produtores de notícias. Ele é reconhecido por suas conferências com a participação de oradores convidados da esfera pública.
Fundado em 1908, cada presidente dos EUA a partir de Theodore Roosevelt visitou o clube, e todos desde Warren Harding, têm sido membros. A maioria deles chegou a se pronunciar na tribuna do clube. Outros que também marcaram participação no clube foram monarcas, premiers, membros do Congresso, servidores públicos do gabinete, embaixadores, acadêmicos, artistas, dirigentes empresariais, e atletas.